# جسر كهنة قرة سو
جسر کهنة قرة سو (بالفارسية: پل کهنه قره‌سو) هو جسر تاريخي يعود إلى عصر السلالة الصفوية، ويقع في كرمانشاه.